# 日本革命的共産主義者同盟 (JRCL)
日本革命的共産主義者同盟（JRCL）（にほんかくめいてききょうさんしゅぎしゃどうめいジェーアールシーエル）は革命的共産主義者同盟（革共同）系の日本の新左翼党派。通称かけはし。
前身の日本革命的共産主義者同盟（第四インターナショナル日本支部）が、国際組織の第四インターナショナル統一書記局から1991年に除名されたため、現名称に改称した。
2020年春に、同組織と国際主義労働者全国協議会から構成される「第四インターナショナル日本協議会」が第四インターナショナル・ビューローより、日本支部として承認を受けた。

## 名称
「日本革命的共産主義者同盟（JRCL）」を自称するが、JRCLは単に「日本革命的共産主義者同盟」の英語名（Japan Revolutionary Communist League）の頭字語で、この英語名や頭字語は同じ革命的共産主義者同盟系である革マル派や中核派も使用している。
同派の全国大会の通番は、前身の日本革命的共産主義者同盟の通番を継続使用している。

## 概要
1991年2月、前身の日本革命的共産主義者同盟（「第四インターナショナル日本支部・日本革命的共産主義者同盟」とも）は、いわゆるABCD問題などの理由により、第四インターナショナル（統一書記局派）の第13回世界大会における決議「女性差別問題等の組織内問題を抱えている日本支部の存在を認めない」を受け、名称から「第四インターナショナル日本支部」を外して、現在の名称に改称した。
以後は第四インターナショナル統一書記局の日本の「シンパサイザー・グループ」（支持組織）の一つとなった。第四インターナショナル統一書記局派の世界大会には、1995年6月の第14回世界大会よりシンパ組織として参加している。
2020年春、同組織と国際主義労働者全国協議会から構成される「第四インターナショナル日本協議会」が第四インターナショナル・ビューローの承認を受け、日本支部としての活動を開始した。
JRCLは、組織運営に中央委員会を設置した民主集中制を採用しているが、おなじく日本支部から分岐した国際主義労働者全国協議会（労働者の力）は「民主集中制はスターリニズムおよび官僚主義の温床」として、「中央委員会を設置した民主集中制」ではなく「全国協議会」という組織運営形態をとっている。
- 指導者：国富建治（組織名は平井純一、現役）、酒井与七ら
- 機関紙誌：週刊かけはし、青年戦線
- 活動拠点：新時代社、関西新時代社
- 青年組織：日本共産青年同盟（JCY、共青同）
- 関連組織：アジア連帯講座
- 構成員数：不明

改称前の1984年の中核派による内ゲバ攻撃以降、新左翼全体の内ゲバを批判し、中核派に自己批判を求めている。
日本の領土問題に関しては、日本帝国主義の力が及び得る場所を出来るだけ排除するべきだとして、独島（日本名：竹島）は韓国領、釣魚列島（日本名：尖閣諸島）は中国領と主張している。

## 近年の動向
最近の理論的活動の特徴としては、2001年9月11日の同時多発テロを「反人民的無差別大量殺人」と厳しく非難し、アフガン報復戦争反対運動のスローガンにもなった「テロにも戦争にも反対」論の急先鋒となった。あるいは、近代オリンピックやFIFAワールドカップを「国家主義的商業主義的スポーツショー」として、それらの大会が開かれる度に、機関紙『かけはし』上で激しい批判とその廃止を訴える論陣を張り、1998年の長野冬季オリンピック開会式当日に長野現地で反対デモに右翼とともに参加した。また、2008年4月26日の北京オリンピックの長野聖火リレー時においても、JRCL系団体であるアジア連帯講座が、中国政府によるチベット暴動鎮圧への抗議と「チベット民衆連帯」、そしてオリンピック反対を掲げて長野市内にて抗議行動を行った。朝鮮民主主義人民共和国については、スパルタシスト日本グループなどの第四インター系一部グループが労働者国家防衛を理由として擁護しているのに対し、「北朝鮮=人民抑圧の金世襲独裁体制」とした、北朝鮮政府および社会の内情にまで踏み込んだ「金独裁体制」批判と金正日による「民間人拉致」に対する糾弾を積極的に展開している。また2007年の第21回参議院議員通常選挙では、「憲法改悪と海外派兵に反対する政党に投票を」と呼びかけ、東京都選挙区では川田龍平を支持して支援した。その他国政選挙では主に社会民主党、緑の党グリーンズジャパン、日本共産党などに投票を呼び掛けている。2013年には支援した山本太郎が当選した。過去には共産主義労働者党と共に「原発いらない人びと」などを支援したこともある。
2005年にJRCLは、「帝国主義の戦争と新自由主義グローバリゼーション、憲法改悪と『戦争国家』化に対決する新しい左翼政治組織の統合」を主張、JRCLは方向性として、従来の「トロツキズム」の枠内に囚われない、スターリニズム、社会民主主義に代わるオルタナティブ左翼の形成を目指す、とした。ただし、内ゲバやテロリズムを批判せず、己の正当性ばかりを主張する組織は対象外、としている。
2006年10月24日、神奈川県警は、免状等不実記載の容疑で同派メンバーを逮捕、10日間勾留した。JRCLは、不当弾圧として国（神奈川県警、横浜地方検察庁など）を相手取って国家賠償請求裁判を起こした。2008年12月16日、横浜地方裁判所は免状等不実記載での同派メンバーの逮捕と10日間の勾留、メンバー宅と同派2ヶ所の事務所の家宅捜索を不当で過剰であるとして、原告への計55万円の賠償を国に命ずる判決を下した。 国は、判決を不服として12月24日、東京高等裁判所に控訴した。
公安警察は「平成19年度の警備情勢を顧みて」の中でJRCLを「海外の団体との連携を強め、構築した共闘関係をいかして、北海道洞爺湖サミットでも過激な抗議行動に取り組む可能性がある」として警戒した。
2009年9月以降は国際主義労働者全国協議会（NCIW）と『かけはし』を共同で編集、発行している。
2020年11月冒頭で述べたように、日本革命的共産主義者同盟（JRCL）と国際主義労働者全国協議会の共闘組織の第四インターナショナル日本協議会が第四インター書記局より第四インター日本支部として承認されたことが公表された。

## 活動
ギリシャなど、海外の第四インター系活動家を招いたシンポジウムを開くこともあり、JRCLが海外とのネットワークを持つことを示している。
また、機関紙上では海外の政治状況について詳しくレポートすることが多い。主に、海外の第四インター系組織の活動や、その国の今の政治状態について詳しく書かれた記事を翻訳し、掲載している。
日本共産党員と称する人物の寄稿が機関紙上に載ることがある。